# Poenomia frigidalis
Poenomia frigidalis là một loài bướm đêm trong họ Noctuidae.